# Tonga i olympiska sommarspelen 2004
Tonga deltog i de olympiska sommarspelen 2004 med en trupp bestående av fem deltagare, fyra män och en kvinna, men ingen av landets deltagare erövrade någon medalj.

## Resultat efter gren

### Bågskytte
Taumoepeau hamnade 15 poäng bakom guldmedaljören Galiazzo på de tre första pilarna, och fortsatte därefter att tappa mer under matchen. 
Herrarnas individuella:
- Sifa Taumoepeau
  - Rankningsomgång: 563 poäng (62:a totalt)
  - Sextondelsfinal: Förlorade mot Marco Galiazzo från Italien (122 - 156) (61:a totalt)

### Friidrott
Herrarnas 100 meter:
- Filipo Muller
  - Omgång 1: 11.18 s (9:a i heat 8, gick inte vidare, 73:a totalt) (personligt rekord)

Damernas kulstötning:
- Ana Po'Uhila
  - Kval: 15.33 m (18:a i grupp B, gick inte vidare, 32:a totalt)

### Boxning
Supertungvikt (över 91kg):
- Ma'afu Hawke
  - Åttondelsfinal: Förlorade mot Jason Estrada från USA (11 - 30)

### Judo
Herrarnas lättvikt (-73 kg)
- Akapei Latu
  - Sextondelsfinal: Bye
  - Åttondelsfinal: Förlorade mot Nouredinne Yagoubi från Algeriet (Kuchiki-taoshi; ippon - 3:07)